# Puchar Polski w piłce siatkowej mężczyzn (1982/1983)
Puchar Polski w piłce siatkowej mężczyzn 1982/1983 – 26. sezon rozgrywek o siatkarski Puchar Polski, rozgrywany od 1932 roku.

## Klasyfikacja końcowa
| Miejsce | Drużyna         |
| ------- | --------------- |
| 1.      | Resovia         |
| 2.      | AZS Olsztyn     |
| 3.      | Legia Warszawa  |
| 4.      | Gwardia Wrocław |